# Vanessa Otero
Pour les articles homonymes, voir Otero.
Vanessa Otero, née le 7 décembre 1978 à Barcelone, est une actrice espagnole.

## Filmographie

### Cinéma
- 2005 : Hot Milk de Ricardo Bofill Maggiora : Grace[1]
- 2014 : Vite in gioco de Tony Paganelli
- 2014 : 6 Bullets to Hell de Tanner Beard et Russell Quinn Cummings : Lady Jane

### Télévision
- 2002 - 2004 : Extr@ (série télévisée)
- 2007 : El síndrome de Ulises (série télévisée)
- 2008 : La que se avecina (série télévisée)[2]
- 2009 : Hospital Central (série télévisée)
- 2009 : La hora de José Mota (série télévisée)